# Pandanus sphaerocephalus
Pandanus sphaerocephalus är en enhjärtbladig växtart som beskrevs av Jean Armand Isidore Pancher och Adolphe-Théodore Brongniart. Pandanus sphaerocephalus ingår i släktet Pandanus och familjen Pandanaceae.
Artens utbredningsområde är Nya Kaledonien. Inga underarter finns listade.